# توماس دبليو. إيفانز
توماس دبليو. إيفانز (بالإنجليزية: Thomas W. Evans)‏ هو طبيب أسنان أمريكي، ولد في 23 ديسمبر 1823 في فيلادلفيا في الولايات المتحدة، وتوفي في 14 نوفمبر 1897 في باريس في فرنسا.